# Padiernos
Padiernos es una localidad y un municipio de España perteneciente a la provincia de Ávila, comunidad autónoma de Castilla y León.
El término municipal cuenta con tres núcleos de población: Padiernos, Muñochas y Aldealabad.

## Símbolos
El escudo heráldico que representa al municipio se define a partir del siguiente blasón aprobado el 13 de junio de 2000:

«De púrpura, encina arrancada de plata, orlada de dos espigas de oro y tres estrellas de oro de cinco puntas, dos en jefe y una en punta. Al timbre corona real cerrada.»
Boletín Oficial de Castilla y León nº 163 de 23 de agosto de 2000

La descripción de la bandera del municipio es la siguiente:

«Bandera rectangular de proporciones 2:3, formada por tres franjas horizontales, en proporciones 10/18, 1/18 y 7/18, siendo morada con tres estrellas amarillas de cinco puntas, puestas dos y una, a un tercio del asta la superior, amarilla la intermedia y morada la inferior.»
Boletín Oficial de Castilla y León nº 163 de 23 de agosto de 2000

## Geografía
Ubicación
El municipio está ubicado en la franja norte del Valle de Amblés, en la comarca de Ávila, abarcando su término municipal 37 km² y situándose a 16 kilómetros de la capital provincial. El término municipal está atravesado por la carretera N-110 entre los pK 268 y 272. 
El relieve del municipio está caracterizado por el Valle de Amblés al sur y las primeras elevaciones de la sierra de Ávila al norte y al oeste, donde destacan las elevaciones cerro Bajero (1560 metros) y Vivarón (1364 metros). La altitud oscila entre los 15656 metros en la sierra de Ávila y los 1090 metros en el valle. El pueblo se alza a 1104 metros sobre el nivel del mar.  
| Noroeste: Sanchorreja y La Torre   | Norte: Sanchorreja y Casasola | Noreste: Casasola |
| Oeste: La Torre yMuñogalindo       |                               | Este: Muñopepe    |
| Suroeste: Solosancho y Muñogalindo | Sur: Niharra y Sotalbo        | Sureste: Salobral |

Camilo José Cela en su libro Judíos Moros y Cristianos, narra un viaje que realiza por tierras de Segovia y Ávila, entre 1946 y 1952. Uno de los lugares por los que pasa es Padiernos. 

Desde la Venta del Peseto se ven Padiernos y Aldealabad, cada uno a vista. Los mozos de Padiernos, templados y de palo pronto, trabajan la tierra y miran por el ganado en la dehesa Adijos, en la dehesa Montefrío, en la dehesa del Pedregal, en la dehesa de la Rinconada.

## Historia

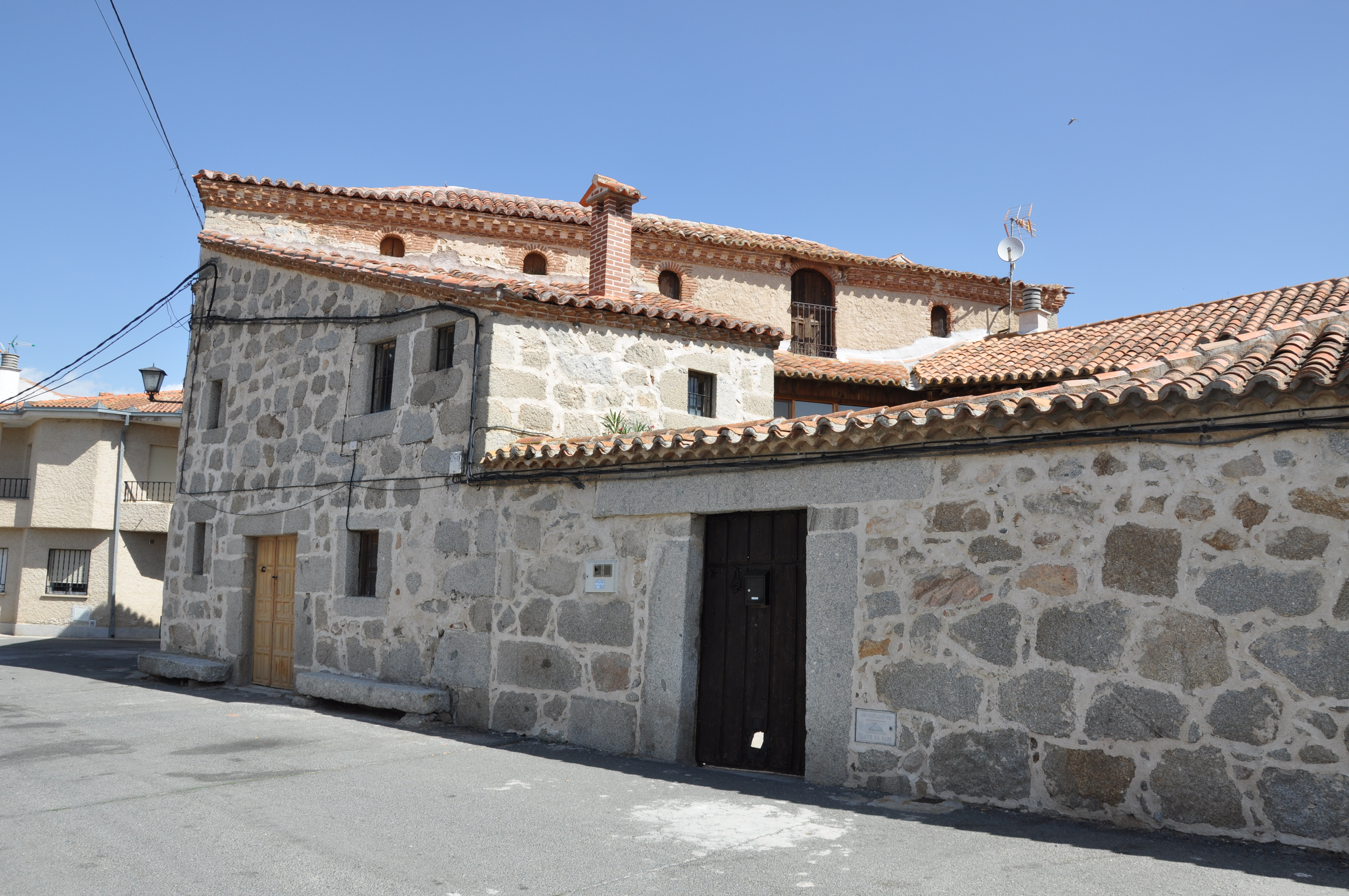
Típica casa de piedra en Padiernos

En los términos municipales de Padiernos y Sanchorreja se han encontrado restos de un castro celta, que data de la Edad del Hierro, se conoce con el nombre de Castillejos y también con el de Sanchorreja, quizá porque es más fácil el acceso por este término, debido a que el terreno de Padiernos es más escarpado y de mayor altura. Fue descubierto y excavado en 1.9 por Joaquín María de Navascués, Emilio Camps Cazorla y Juan Cabré. Generalmente los castro se encuentran situados en altos cerros, aislados más o menos por cauces de ríos o arroyos, escarpes o simples laderas que dificultan el acceso del enemigo. Así ocurre con el caso de los Castillejos que se encuentra en el cerro más alto del término. La población del castro (vetones) se dedicaba a la ganadería y a la agricultura, esto se ha probado con los restos de grano de trigo que se han encontrado en las excavaciones.
El castro consta de tres recintos, dos dedicados a viviendas y el tercero a encerradero de ganado. Se ha comprobado que las viviendas eran de planta rectangular. Actualmente sólo se aprecian los lugares en los que se encontraban las viviendas. En uno de los rincones se ha observado una gran capa de barro más oscura en el suelo que probablemente indica la ubicación del fuego. En los niveles inferiores del castro se han encontrado varios tipos de cerámica: la decorada con la técnica de punto en raya y la pintada sobre el fondo oscuro. También se han encontrado medio broche de cinturón decorado, esporádicas cuentecillas de collar, hachas de hierro y brazaletes de bronce.
A poca distancia del castro pueden observarse tumbas excavadas en grandes rocas de granito donde se aprecia la forma de la silueta humana. Estas tumbas, que se encuentran distanciadas unas de otras, pueden estar descubiertas o tapadas con otra losa de granito.
Avanzando en la historia nos encontramos con la presencia romana en Padiernos, en primer lugar referida a la terminología: el término Padiernos deriva de una quinta romana llamada Villa Paterna, situada a unos 500 m de donde está emplazado actualmente el pueblo. Este término tiene otro fundamento anecdótico en esta leyenda: Se cuenta que un día, discutiendo dos yernos de una familia que se asentó en el lugar donde hoy se encuentra el pueblo, el suegro dijo: "Paz, yernos". Estos dos vocablos, por la evolución lingüística se unirían, convirtiéndose la Z en D y la Y en I.
Es probable que esta villa romana estuviera destinada al descanso de los viajantes, debido a la cercanía de una de las calzadas romanas, la del Puerto del Pico. Se han encontrado restos de huesos y urnas, y trozos de cerámica en el lugar donde se levantaba Villa Paterna.

### Historia documentada
Cuando podemos hablar de una historia con documentación es a partir de 1515, cuando el pueblo se asienta en el Valle del Otero, a unos 2 o 3 km. hacia el norte de donde hoy se encuentra. Comienza la vida del pueblo ciñéndose a dos ermitas: San Clemente, situada en el mismo valle, y la Virgen de Gracia, situada donde hoy se encuentra la iglesia parroquial de Padiernos.
Este pueblo tiende a dividirse probablemente por el magnífico y extenso campo que aparece a su vista. Atestiguan la existencia de este pueblo dos utensilios deteriorados que se han encontrado y los nombres que se siguen utilizando para denominar las zonas del Valle del Otero.
Es muy probable que los restos de este pueblo se hayan utilizado para la construcción del actual, como las columnas de la ermita de San Clemente, utilizadas en los soportales de la iglesia actual. Es de suponer que el pueblo se asentara donde hoy se encuentra, porque las tierras que lo rodean son más productivas. A la vez que Padiernos, surgieron otros pueblos de la zona debido a la dispersión y afán de nuevas tierras de los habitantes del valle del Otero.
Entre las distintas razones por las que el pueblo está situado en este lugar podrían mencionarse:
- Zona más llana y baja del término, que beneficia la producción.
- Tierras cercanas al núcleo poblacional más productivas.
- Cercanía del arroyo y existencia de agua subterránea.
- Proximidad de vías de comunicación, principalmente la calzada romana.

## Demografía
Padiernos cuenta con una población de 275 habitantes (INE 2024).
| Gráfica de evolución demográfica de Padiernos entre 1842 y 2021 |
| |
| Población de derecho según los censos de población del INE. Población de hecho según los censos de población del INE.En este censo se denominaba Padiernos y Aldea del Abad: 1842. Entre el censo de 1981 y el anterior, crece el término del municipio porque incorpora a Muñochas. |

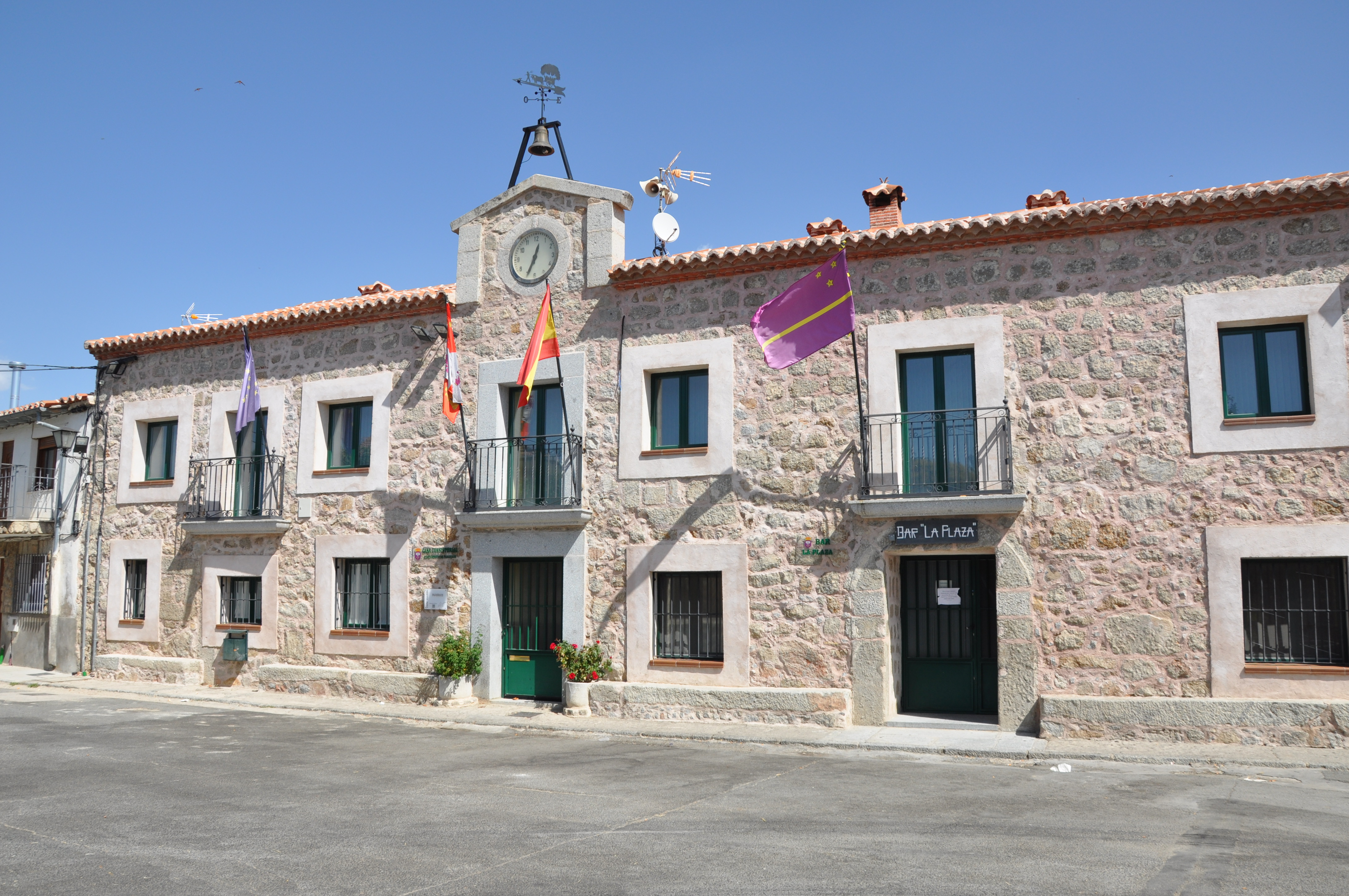
Casa consistorial, Padiernos

Padiernos ha experimentado una evolución demográfica similar al resto de poblaciones rurales de Castilla. Desde 1900 a 1960 se mantiene en torno a los 500 habitantes para caer bruscamente en la década de los 60 por la fuerte emigración hacia los núcleos urbanos. En los últimos años, ha repuntado ligeramente por la construcción de alguna urbanización.
Se trata, por tanto, de una población muy envejecida, con un destacado engrosamiento en el tramo de edad por encima de los 80 años que hace perfilar un acusado decrecimiento en los próximos años.

## Patrimonio

### Iglesia de Nuestra Señora de la Asunción

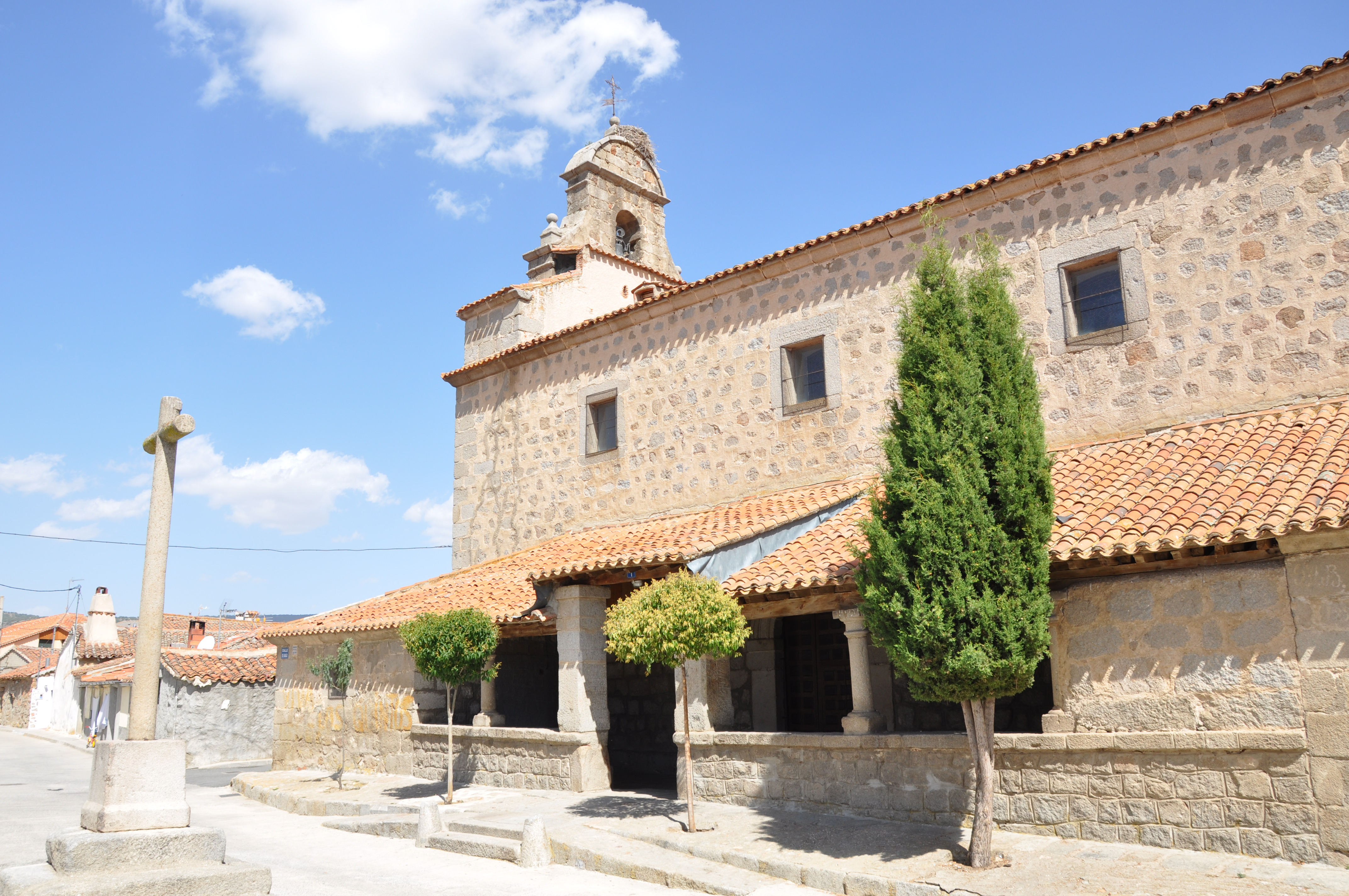
Iglesia de la Asunción

La iglesia actual de la localidad de Padiernos, llamada Nuestra Señora de la Asunción, patrona de la localidad, se encuentra levantada sobre las ruinas de una antigua ermita llamada Nuestra Señora de Gracia (siglo XVI). También existía durante la misma época y situada al noroeste del pueblo, a un kilómetro de este, en el llamado Valle de Otero, la ermita de San Clemente, de la cual se pueden apreciar algunos restos.
La actual iglesia se encuentra situada al este del pueblo, aislada de cualquier otro edificio y dentro del mismo. Mide unos 26 metros de largo, 9 de ancho y 12 de alta, ocupa aproximadamente 266 metros cuadrados (sin contar sus dependencias, que todo ello suma un total de 450 metros cuadrados).
Según consta en los archivos parroquiales, la iglesia fue construida entre los años 1618-1624. Aunque también hemos encontrado en los mismos archivos un documento en el que consta que la primera misa inaugural fue el 20 de noviembre de 1751. Hemos llegado a la conclusión de que al haber una diferencia tan grande entre estas dos fechas, este documento no puede ser muy fiable. Consta de una sola nave presidida por el altar mayor que data aproximadamente del 1800, igual que los altares laterales y la imagen de la patrona de la iglesia de Nuestra Señora de la Asunción.

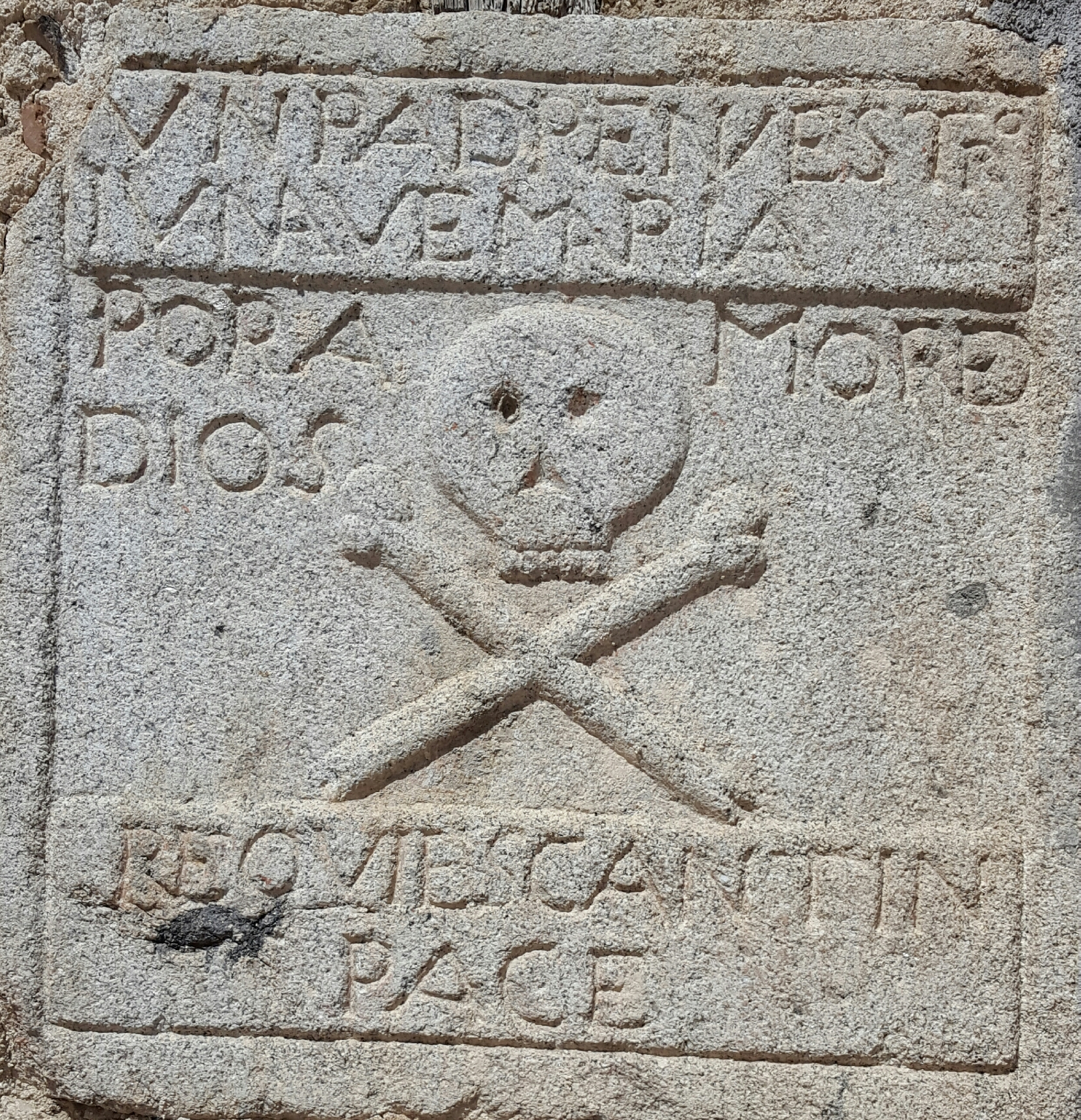
Estela funeraria en la pared de la iglesia

El material principal de la iglesia es la piedra y las techumbres están hechas de madera. La puerta principal está coronada con un arco de medio punto con arquivoltas sin decoración, además posee una segunda puerta de las mismas características. Exteriormente la iglesia no contaba con soportales, estos fueron añadidos algunos años más tarde, realizados con el material de las ermitas de San Clemente y la Virgen de Gracia. Adosados en las paredes de los soportales existen bancos de piedra, que servían para las juntas de las cofradías religiosas.
La actual iglesia fue restaurada en el año 1965; en esta restauración hubo algunos cambios en el edificio:
- La actual sacristía, antes era el baptisterio y el baptisterio la sacristía.
- Desapareció el púlpito que era de piedra y madera.
- El presbiterio, estaba rematado por una balaustrada de hierro que también ha desaparecido.
- La mesa del altar mayor era de madera y según algunos documentos de gran valor, aunque no se sabe a qué fue debida su desaparición.
- A los pies de la iglesia, y en el fondo de la tribuna, se encontraba un arco de medio punto convirtiéndose en una estructura adintelada.

Aunque el principal motivo de esta reconstrucción fue el arreglo de la bóveda.
También en una reconstrucción anterior (1894) debido a dos grietas que ponían en peligro la estabilidad de la iglesia, tuvieron que adosarla en la parte noroeste, dos contrafuertes.
Existían dos puertas de acceso al edificio localizadas al norte y al sur. La portada Norte fue tapada en su interior debido a que ambas se encontraban enfrente y había corriente.
Escultura
Toda la escultura de la iglesia se encuentra en cinco retablos. Aunque no sabemos con certeza de qué época datan, por los documentos de los libros de fábrica primero y cuarto podríamos encuadrarlos dentro de los años 1581-1628 y 1765-1779.
Retablos
El Retablo mayor ocupa todo el frente del presbiterio, termina en un semicírculo que se adapta al arco de medio punto que sujeta la bóveda. El retablo se divide en tres cuerpos verticales, dos laterales y uno central, separados entre sí por columnas con basa, fuste estriado y muy decorado, los capiteles imitando al estilo corintio quiebran una línea de impostas.
El cuerpo central, más ancho que los laterales se encuentra dividido a su vez en cuerpos superpuestos. El cuerpo inferior es el Altar Mayor y consta de una mesa de madera policromada y dorada encima en la cual está el Sagrario también de madera y con decoración muy recargada, con columnas salomónicas de estilo barroco. Sobre este se encuentra una escultura del Cristo Crucificado bajo un arco de medio punto. Este Cristo Crucificado pertenece al siglo XVI, con pintura esmaltada. En el cuerpo superior de éste hay una hornacina en la que se encuentra una imagen de Nuestra Señora de la Asunción, patrona de la parroquia. Es una talla de madera que mide aproximadamente 1,20 metros, policromada, de colores vivos y alrededor de la cual se encuentran cuatro ángeles también de madera. Parece ser que la imagen fue construida por el mismo autor que hizo el retablo. El coste de esta imagen fue de 2.000 reales (según documentos del archivo). En la parte superior del cuerpo central se encuentra una figura que representa el sacrificio de Isaac, cuyo autor y época desconocemos, pero pensamos que probablemente pertenezca a la misma época que todo el retablo (barroco).
El cuerpo lateral derecho, tiene una hornacina adornada con una especie de orla que contiene la imagen de San Blas que mide 0,90 metros.
El cuerpo lateral izquierdo, tiene otra hornacina con las mismas características que la anterior con la imagen de Santo Domingo de Guzmán, de iguales características que la de San Blas.
Para separar los cuerpos horizontales existe una cornisa partida, sujetada por ménsulas que son cabezas de ángeles. El retablo en su totalidad está tallado en madera policromada, donde predomina, el dorado; está recargado de decoración vegetal y el fondo de las hornacinas decorado con pinturas de temas vegetales, donde predominan los colores rojo y blanco. Por sus características todo el retablo, excluyendo la imagen del Cristo Crucificado, pertenece al estilo barroco.
El Retablo lateral izquierdo es el llamado altar de San José, está colocado sobre un zócalo de piedra. También está dividido en tres cuerpos verticales. En el cuerpo central hay una hornacina que cobija la talla de San José con el niño en brazos, de gran realismo, con colores enteros en las vestiduras. En el rostro del Santo podemos apreciar una expresión de melancolía, sin embargo el niño tiene una expresión serena.
El Retablo lateral derecho tiene las mismas características que los dos retablos ya comentados. En el central encontramos la talla de la Virgen del Amor Hermoso, típica de la escultura barroca.
Los Retablos inferiores son totalmente dorados sin ninguna clase de pintura:
- Lateral izquierdo: dedicado a la Virgen de la Milagrosa y con una imagen de esta, de la que su mano izquierda salen unos rayos que son de madera dorada.
- Lateral derecho: con la imagen del Sagrado Corazón y la talla de San Ramón Onato.

Pintura
En los retablos existen tablas de estilo renacentista con cierta influencia flamenca. Existen además de estas tablas una entera, que representa la caída de Jesús con la cruz, pero está bastante deteriorada.
Otro cuadro que pensamos es el más valioso, es un díptico con dos pinturas de Santa Lucía y San Bartolomé, sobre un fondo con panes de oro, que tiene cierta influencia bizantina, se pueden observar en los ojos rasgados, pero carecemos de datos sobre el autor y su origen.
Objetos de plata
En la parroquia existen gran cantidad de objetos de plata, pero debido a la gran dificultad de descifrar la escritura de los libros de fábrica no sabemos a que época ni plateros pertenecen estos objetos.
- Incensarios: Al parecer habían existido tres, pero actualmente sólo existe uno, este tiene grabado en su parte interior el escudo de Salamanca.
- Coronas: existen varias, destacan:
  - La corona de la Virgen de Gracia, con cuatro tiras de plata, cruzada sobre ellas otra tira con estrellas de plata y en el centro una cruz.
  - Una corona Imperial de plata que se hizo para la Virgen de la Asunción.
  - La corona del Niño Jesús, más pequeña, pero de las mismas características que las anteriores.
- Conchas y óleos: Datan de 1728. Existe también un Santo Crisma junto con el óleo de los catecúmenos y con el de los enfermos. Existían también dos agujas de plata para dar los óleos.
- Cálices: Existen dos cálices, pero no sabemos exactamente a qué época pertenecen. Uno de ellos tiene la copa dorada y según el segundo libro de fábrica data de 1671. También consta que existió un copón grande elaborado con rosetón en la parte inferior de la copa.
- Cruz: Consta de dos partes:
  - El pie: está laboreado, tiene cuatro pequeñas hornacinas con cuatro figuras que pudieran ser los evangelistas.
  - La cruz: está recargada de decoración y rematada con una serie de picos. Tanto el adverso, como el reverso, están igualmente decorados.

En el centro de la misma existe la figura de Nuestra Señora de la Asunción y del Cristo Crucificado
El pie mide unos cuarenta y tres centímetros y la cruz cincuenta y ocho. Según notas encontradas de uno de los últimos párrocos, esta cruz fue restaurada en 1959, por 3000 pesetas, junto con una corona de plata que estaba inservible.
Otros objetos
Además de los objetos ya citados, existe una custodia de la época barroca, varios candelabros, cruces de bronce y de madera, un corazón con siete espadas y una especie de collarín de plata.